# 潘國重
潘國重（1539年—1599年），字明珍，號玉衡，山東萊州府濰縣人，明朝政治人物。

## 生平
萬曆七年（1579年）己卯科山東己卯科鄉試舉人。萬曆二十年（1592年），登壬辰科第三甲第一百二名，通政司政，十月授行人司行人。十一月丁父忧。服除，復任行人，二十四年五月册封藩府。二十七年卒。

## 家族
曾祖潘純；祖父潘昂；父潘賓（1525年-1592年），字尚洪。母王氏。弟潘国彦（邑庠生）。